# Banco BNI
Die Banco BNI (Banco de Negócios Internacional) ist eine angolanische Bank mit Hauptsitz in Luanda. Sie gehört zu den größten Banken ihres Landes und unterhält mit der BNI Europa SA eine europäische Tochtergesellschaft in Lissabon.

## Geschichte
Die Banco de Negócios Internacional wurde am 2. Februar 2006 im angolanischen Luanda gegründet und nahm ihre Geschäftstätigkeit zum November 2006 auf. 2013 vereinbarte die BNI eine Zusammenarbeit mit der Commerzbank.
2014 wurde die Banco BNI Europa mit Sitz in Lissabon gegründet um den Zugang zum europäischen Markt zu verbessern. Diese reine Onlinebank wurde 2016 vom britischen International Finance Magazine als Innovativste Bank Portugals 2016 ausgezeichnet.